# Архангельское (Северо-Казахстанская область)
Архангельское (каз. Архангельское) — село в Кызылжарском районе Северо-Казахстанской области Казахстана. Административный центр Архангельского сельского округа. Код КАТО — 595033100. В 4 км к югу от села находится озеро Травное, в 18 км к юго-западу — озеро Рыбное, 22 км к юго-западу — озеро Моховое.
Село было основано в 1927 году как казачья станица. В 1930—1996 годах было центральной усадьбой зернового колхоза «Луч Ленина», на основе которого были организованы ТОО «Арман» и несколько крестьянских хозяйств.

## Население
В 1999 году население села составляло 1364 человека (661 мужчина и 703 женщины). По данным переписи 2009 года, в селе проживало 936 человек (455 мужчин и 481 женщина).